# 捕集
| ウィキペディアには「捕集」という見出しの百科事典記事はありません（タイトルに「捕集」を含むページの一覧/「捕集」で始まるページの一覧）。 代わりにウィクショナリーのページ「捕集」が役に立つかもしれません。 |